# Кап Санте (Квебек)
Кап Санте (фр. Cap-Santé) је град у Канади у покрајини Квебек. Према резултатима пописа 2011. у граду је живело 2.996 становника.

## Становништво
Према резултатима пописа становништва из 2011. у граду је живело 2.996 становника, што је за 12,4% више у односу на попис из 2006. када је регистровано 2.666 житеља.
| 2006. | 2011. |
| ----- | ----- |
| 2.666 | 2.996 |